# Mastigoproctus lacandonensis
Mastigoproctus lacandonensis är en spindeldjursart som beskrevs av Cristina Ballesteros och Francke 2006. Mastigoproctus lacandonensis ingår i släktet Mastigoproctus och familjen Thelyphonidae. Inga underarter finns listade i Catalogue of Life.